# خثرة
الخَثْرة أو الجُلْطَة (باللاتينية: thrombus)، (بالإنجليزية: blood clot) هي الناتج النهائي لعملية التخثر التي تحدث في عملية الإرقاء. المادة التي تُشكّل الخثرة تُسمّى أحياناً جُلْطَة (بالإنجليزية: cruor). هناك مكونان اثنان لعمل الخثرة: إحداهما تجمّع الصفيحات لعمل سِدَادَة صُفَيحِيَّة (بالإنجليزية: platelet plug) وثانيهما تكوين شبكة مترابطة من بروتين ليفي هو الفايبرين الذي يتبلمر ليكوّن شبكة تعمل على وقف النزيف عن طريق الإرقاء (بالإنجليزية: Hemostasis) على مكان الجرح، وذلك بالاقتران مع الصفائح الدموية مع تراكم لكرات الدم البيضاء والحمراء فينشأ التخثر لسد الجرح؛ وتلك استجابة صحية مطلوبة حال حدوث جرح خارجي إذ أنها تمنع النزف وفقدان الدم.
الخثار (بالإنجليزية: Thrombosis) هو نوع آخر من التخثر وهو تخثر غير صحّي يحدث في داخل الجسم وليس عند خروج الدم خارج الأوعية الدموية، وقد يؤدي هذا النوع من التخثر الداخلي إلى عواقب وخيمة قد تهدد حياة المريض. تلك التخثرات التي تحدث داخل الأوردة الدموية السليمة تسد الأوردة وتمنع مرور الدم خلالها أو تسبب نقصان التروية. في تلك الحالة تحدث عملية إرقاء وتراكم للصفائح الدموية وكرات الدم البيضاء والحمراء داخل الوعاء الدموي مما قد يؤدي إلى انسداد جزئي أو كامل لأحد الأوردة في الجسم قاطعاً التروية الدموية عن عضو أو أكثر من أعضاء الجسم مما يؤدي إلى ضرر جزئي أو كامل في هذا العضو. ويشعر المصاب بألم شديد في العضو المصاب وغالبا ما يكون في أحد الرجلين، فيشتد احمرارها وانتفاخها. إذا سدّت خثرة أحد الأوردة قد يتم علاجها الفوري بواسطة عقارات مذيبة للدم يُحقن بها المريض. أما إذا وصلت الحالة إلى فساد الرِّجل مثلاً، فقد يلزم بترها.
وهناك حالة تؤدي إلى تهديد حياة المصاب؛ وهي عندما تنفصل الخثرة من موضعها وتسير مع الدم وتذهب إلى القلب أو الرئة وتسد شريانا فيها، فقد تؤدي تلك الحالة إلى الموت. يمكن أن تُحدث الخثرات انسدادات في أي من شرايين الجسم أو أوردته (قلب، دماغ، أو أطراف مثل اليد والقدم) مما يؤدي إلى ألم كبير وأعراض مرضية أخرى. الكثير من الاحتشاءات القلبية (نوبات القلب) أو الرجفانات الأذينية تحدث نتيجة انسدادات تسببها خثرات دموية.
الخثرات الجدارية (بالإنجليزية: Mural thrombi) هي الخثرات التي تلتصق بجدار الأوعية الدموية، وهي تحدث في الأوعية الكبرى مثل القلب وشريان الأبهر (الأورطى)، ويمكنها أن تقيّد سريان الدم بتضييق مساره إلا أنها عادة لا تسدّه تماماً. تظهر على صورة طبقات متناوبة رمادية وحمراء تُسمى خطوط زان، وهي خطوط متناوبة اللون فاتحة وداكنة. الخطوط الرمادية (اللون الفاتح) تمثل حِزَم الفايبرين، وتحصر بينها خطوط حمراء (اللون الداكن) تمثل كريات الدم الحمراء والبيضاء العالقة بين تلك الطبقات.

## الإمراض
ثالوثُ فِيرْخُوف (بالإنجليزية: triad of Virchow) يشرح إمراض (مسببات) (بالإنجليزية: pathogenesis) تكوين الخثرة:
- جرح البطانة الغشائية (جرح طبقة الخلايا التي تبطّن السطح الداخلي لفراغات الجسم الداخلية مثل الأوعية الدموية من شرايين وأوردة)، كمثال: رضح (إصابة) (بالإنجليزية: trauma) ، وتصلب الشرايين الدموية (بالإنجليزية: Atheroma).
- تدفق غير طبيعي للدم (فقدان حالة السريان الطبقي للدم نتيجة لركود الدم في الأوردة، أو حصول جريان مضطرب في الشرايين)، كمثال: أم الدم، والتهاب الصمام.
- فرط الخثورية (بالإنجليزية: Hypercoagulability) ، كمثال: ابيضاض الدم (اللوكيميا) ، وطفرة العامل خمسة (لايدن) (بالإنجليزية: Factor V mutation - Leiden) حيث «العامل خمسة» هو بروتين في نظام التخثّر تم اكتشاف طفرة وراثية له عام 1994 تصيب العرق الأوروبي مما يسبب فرط الخثورية بالوراثة وتم تسمية تلك الطفرة المرضية باسم مدينة لايدن بهولندا.

التَّخَثُّرُ المُنْتَشرُ داخِلَ الأَوعِيَة يشتمل على جلطات دموية متناهية الصغر (ميكرو) تنتشر خلال أغلب الأوعية الدموية. سببها التناول المفرط لعوامل التخثر مما يسبب انحلال الفايبرين (بالإنجليزية: Fibrinolysis) واستخدام كل الصفائح المتاحة في الجسم وكل العوامل المخثّرة الموجودة. والنتيجة النهائية هي نزف وموت الأنسجة والأعضاء بسبب نقص التروية الدموية. تتنوع الأسباب بين مرض تسمم الدم، سرطان الدم الحاد، الصدمة، لدغة الأفعى، انصمام دهني بسبب كسر العظام، أو صدمات خطيرة أخرى. يمكن أيضاً رؤية التَّخَثُّرُ المُنْتَشرُ داخِلَ الأَوعِيَة في النساء الحوامل. يتضمن العلاج استخدام البلازما الطازجة المجمدة (بالإنجليزية: fresh frozen plasma) لاستعادة مستوى عوامل التجلط في الدم والصفائح الدموية والهيبارين، لمنع المزيد من تشكيل الجلطات.
خثرة شريان الأبهر الصدري هو مُسبب نادر، عادة ما تنشأ بدايته من أذي في جدار الشريان الأبهر (الأورطي) المريض بتصلب الشرايين، أو تنشأ من أم الدم الأبهرية، وهي مصدر محتمل لانسداد الأوعية الدموية في الأحشاء والدماغ والمحيط.

## الفيزيولوجيا المرضية

رسوم متحركة تبين عملية تكوّن خثرة في وريد.

تحدث الجلطة عند تفعيل عملية الإرقاء، والتي هي عملية طبيعياً تحدث استجابة لإصابة أو لجرح في الأوعية الدموية. وجود خثرة في الأوعية الدموية الكبيرة يقلل تدفق الدم من خلال تلك الأوعية (وهو ما يسمى بالخثرة الجدارية mural thrombus). في الأوعية الدموية الصغيرة، قد ينقطع التدفق تماما (وهو ما يُسمى بالخثرة الغالقة occlusive thrombus)، مما يؤدي إلى موت الأنسجة التي يمدها ذلك الوعاء بالدم. إذا تَحَلْحَلَت خثرة وأصبحت عائمة بحرية فهي تُعتبر في هذه الحالة: صُمّة (بالإنجليزية: embolus) ، وأحد أمثلتها الصمة الرئوية.
بعض الظروف التي تزيد من خطورة حدوث جلطات الدم تشمل:
- الرجفان الأذيني (شكل من أشكال عدم انتظام ضربات القلب).
- استبدال صمام القلب.
- حدوث نوبة قلبية مؤخرا (المعروف أيضا باسم احتشاء عضلة القلب).
- وفترات طويلة من الخمول (انظر تجلط وريدي عميق).
- قصور في قدرات الدم على التخثر بسبب مرض وراثي أو مرض آخر متعلق.

### آلية تكوين الجلطة الدموية
يمكن أن يحدث تنشيط لصفائح الدم من خلال آليات مختلفة، مثل خرق جدار الوعاء الدموي الذي يكشف الكولاجين، أو شفرة الثرومبوبلاستين. تنشيط صفائح الدم يسبب سلسلة متزايدة من تنشيط صفائح الدم، مما يؤدي في نهاية المطاف إلى التسبب في تشكيل خثرة.
- عندما يتعرض الدم للهواء أو يحتك بسطح خشن مثل أوعية دموية حدث فيها شرخ فإن الصفائح الدموية تقوم مع كرات الدم البيضاء والحمراء والخلايا التالفة في منطقة الجرح بتكوين مادة بروتينية تسمى (ثرومبوبلاستين).
- في وجود أيونات الكالسيوم وعوامل التخثر الموجودة في البلازما فإن الثرومبوبلاستين يحفز تحول البروثومبين إلى ثرومبين.
- الثرومبين إنزيم نشط يحفز عملية تحويل الفيبرينوجين (بروتين مسلسل ذائب في البلازما) إلى بروتين غير ذائب اسمه الفايبرين.
- يترسب الفايبرين على شكل خيوط متشابكة تتجمع فيها خلايا الدم فتتكون الخثرة التي تسد الشرخ في الوعاء الدموي المصاب وهكذا يتوقف النزف.
- الجلطة تتكون عندما تنفصل الخثرة من موقعها وتسير مع الدم حتى تصل إلى أحد شرايين القلب أو الرئة فتسده بالكامل، وعندها قد تحدث جلطة دماغية أو أزمة قلبية أو جلطة رئوية؛ وأي من تلك الحالات هو مهدد لحياة المريض.

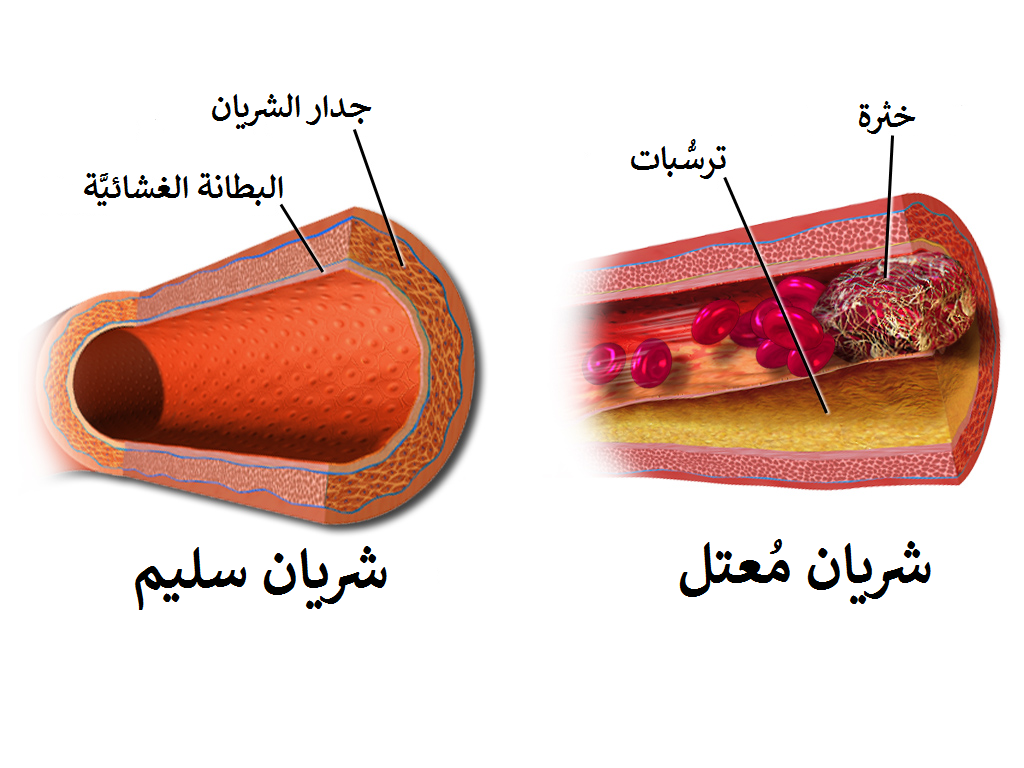
رسم توضيحي لمقارنة شريان سليم مقابل شريان مريض بتجلط الدم (التخثر).
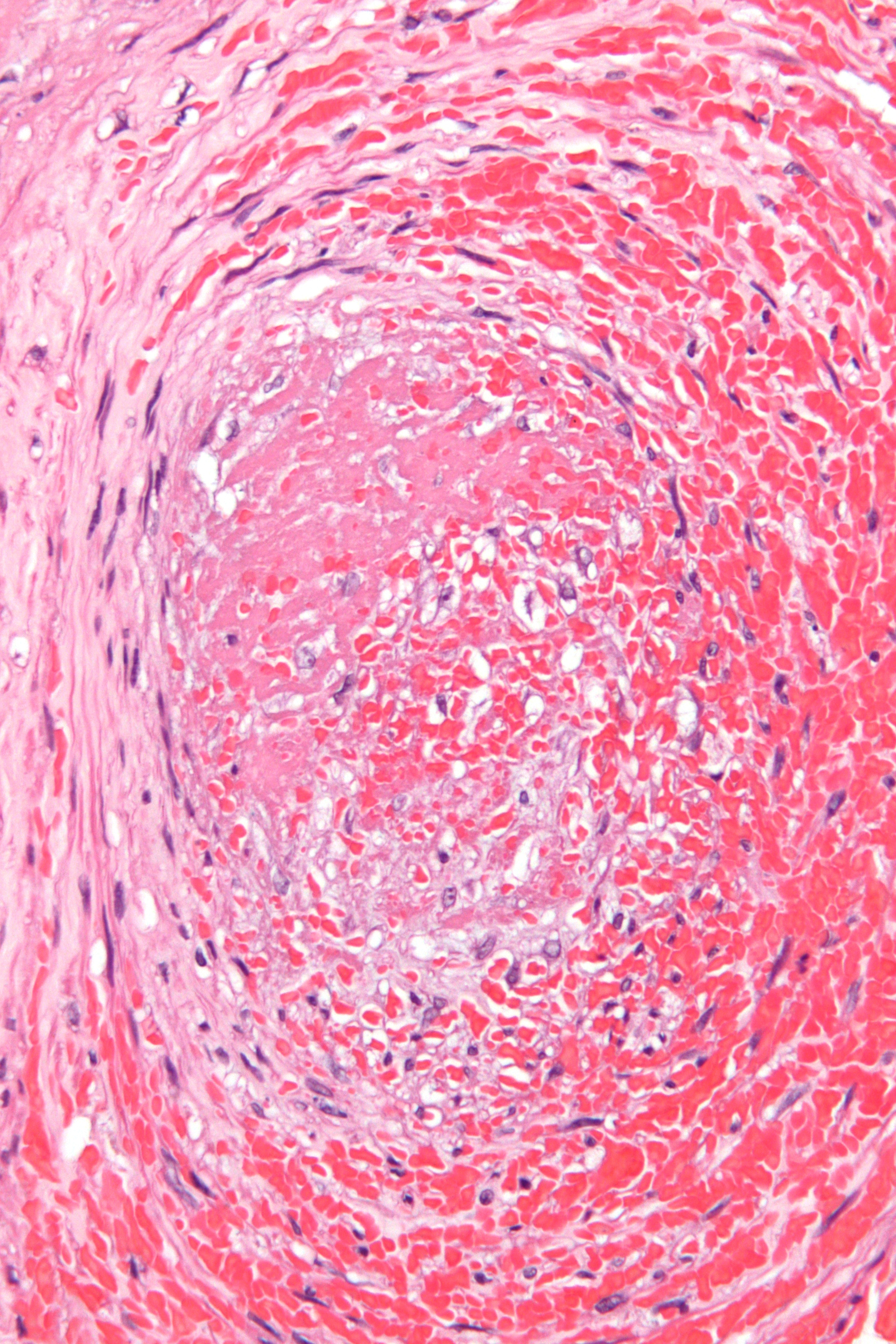
صورة مجهرية تُظهر خثرة (في وسط الصورة) في وعاء دموي بالمشيمة.
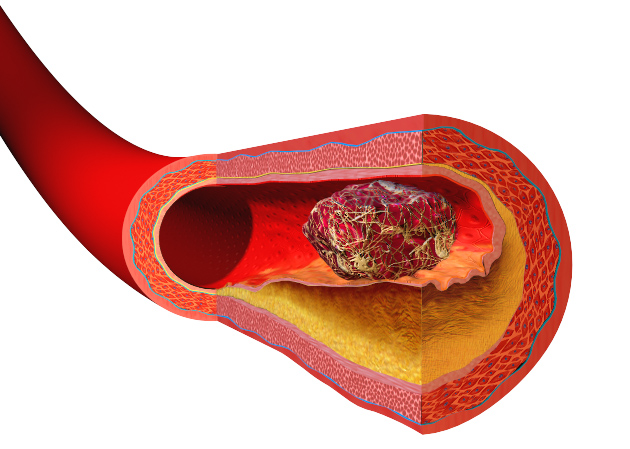
رسم توضيحي يصوّر تكون خثرة فوق لويحة شريانية (arterial plaque).

## العلاج
الوقاية من تخثر الدم والعلاج يقللان من خطر الإصابة بالسكتة الدماغية والنوبات القلبية والإنسداد الرئوي. وغالبا ما يُستخدم الهيبارين والوارفارين لمنع تشكيل ونمو الجلطة الدموية القائمة؛ حيث أن الهيبارين يرتبط بمثبط الإنزيم «مضاد الثرومبين الثالث» (بالإنجليزية: antithrombin III) وينشطه، بينما الوارفارين يمنع «اختزال إيبوكسايد فيتامين ك» (بالإنجليزية: Vitamin K epoxide reductase)، الذي هو انزيم لازم لتركيب عوامل تخثر دم ناضجة.
يقوم الطبيب بحقن المريض خلال عدة أيام بمذيبات للخثرة الداخلية، من تلك المذيبات الهيبارين أو فوندابارينوكس. وإذا كان إذابة الجلطة صعبا فيمكن أن يستخدم الطبيب عقار «فينبروكومون» Phenprocoumon الذي يقوم بربط فيتامين ك الذي يساعد في عملية التخثر. ويعرف هذا العقار أيضا تحت اسم «وارفارين».

### أدوية إذابة الخثرة
بعض العلاجات المستخدمة في إذابة الخثرة استُخرجت من البكتيريا، مثل دواء ستربتوكيناز (بالإنجليزية: Streptokinase) الذي هو أنزيم يُفرز من قِبَل البكتيريا العقدية (بالإنجليزية: streptococcal bacteria). يُعطى هذا الدواء عن طريق الوريد، ويمكن استخدامه لإذابة جلطات الدم في الأوعية التاجية. ومع ذلك، فإن ستربتوكيناز هو دواء لَانَوعِيّ أي يمكنه تقريبا هضم كل أنواع البروتين، مما قد يؤدي إلى العديد من المشاكل الثانوية الأخرى.
هناك إنزيم آخر مذيب للتجلط ولكنه نَوْعِيّ وأكثر تحديداً ويعمل بشكل أسرع، ألا وهو: منشّط مولّد البلازمين النسيجي (tPA) (بالإنجليزية: tissue plasminogen activator) الذي يُصنّع كدواء عن طريق البكتيريا المعدلة وراثيا. يعمل هذا الدواء على تحويل البلازمينوجين إلى إنزيم البلازمين المذيب للتجلط.
وهناك أيضا بعض مضادات التخثر التي تأتي من بعض الحيوانات وتعمل على تذويب الفايبرين. على سبيل المثال، عولقة جيلياني (باللاتينية: Haementeria ghilianii) التي هي كائن طفيلي يتبع شعبة الديدان المقسمة، وهي علقة من منطقة الأمازون تنتج انزيم يسمى هيرمنتين (بالإنجليزية: Hementin) من الغدد اللعابية. واعتبارا من عام 2012 يتم إنتاج هذا الأنزيم بنجاح من قبل البكتيريا المعدلة وراثيا ويتداوى به مرضى القلب.

### إسراع انحلال الخثرة بالموجات فوق الصوتية
تم حديثاً إجراء تجربة عشوائية متعددة المراكز DUET (بالإنجليزية: multicenter randomized trial)  لمقارنة الطريقة التقليدية القياسية لانحلال الخثرة بالقسطرة الموجهة CDT (بالإنجليزية: catheter-directed thrombolysis) مقابل طريقة إسراع انحلال الخثرة بالموجات فوق الصوتية USAT (بالإنجليزية: Ultrasound-accelerated thrombolysis) وذلك لعلاج جلطات انسداد الشرايين الطرفية الحادة (انظر EKOS Corporation).
أظهرت الدراسة أن المرضى الذين عولجوا بالموجات فوق الصوتية USAT أتموا علاجهم - في المتوسط - اثناعشر (12) ساعة قبل المرضى الذين عولجوا القسطرة الموجهة CDT وذلك بدون «أحداث سلبية خطيرة».
و الخطط جارية الآن لبدء الدراسة الثانية DUET II ، والتي سوف تكون تجربة غير عشوائية باستخدام نظام EKOS مرة أخرى ولكن مع جرعة دواء أقل لكل ساعة، وهناك توقع بالمزيد من خفض مضاعفات النزيف.

## توقعات سير المرض
توقعات سير المرض (بالإنجليزية: Prognosis). تشكيل خثرة يمكن أن يؤدي إلى أحد أربع نتائج محتملة: إما انتشار، أو انصمام، أو انحلال، أو تنظيم وإعادة استقناء (بالإنجليزية: recanalization).
1. انتشار الجلطة (بالإنجليزية: propagation) يحدث في اتجاه نحو القلب، مما يعني أنه يتقدم إلى الأمام في حال الأوردة (أي مع اتجاه سريان الدم في الوريد)، ويرجع إلى الخلف في حال الشرايين (أي عكس اتجاه سريان الدم في الشريان).
2. يحدث الانصمام (بالإنجليزية: embolization) عندما تنفصل الخثرة عن جدار الأوعية الدموية الداخلي وتصبح حرة الحركة. يرتحل الانصمام الوريدي (ينشأ على الأرجح من الخثار الوريدي العميق في الأطراف السفلية) من خلال الدورة الدموية ويصل إلى الجانب الأيمن من القلب، ويرتحل كذلك من خلال الشريان الرئوي فيؤدي إلى انسداد رئوي. من ناحية أخرى، يُمكن لتخثر الدم الشرياني الناجم عن ارتفاع ضغط الدم أو تصلب الشرايين أن يصبح حر الحركة، وعندها يمكن للانصمامات الناجمة أن تسد أي شريان أو شرين (شريان صغير متفرع من الشرايين الكبيرة) يقع في اتجاه مجرى الدم من مكان الخثرة. وهذا يعني احتمال وقوع سكتة دماغية أو نوبة قلبية، أو امكانية تأثر أي جهاز آخر.
3. يحدث الانحلال (بالإنجليزية: dissolution) عندما تنجح آليات انحلال الفايبرين (بالإنجليزية: Fibrinolysis) في تفتيت الجلطة واستعادة تدفق الدم إلى الأوعية الدموية. قد يكون هذا بمساعدة العقاقير (على سبيل المثال بعد انسداد الشريان التاجي). أفضل استجابة لأدوية انحلال الفايبرين تكون في غضون بضع ساعات، قبل اكتمال تكوّن شبكة الفايبرين بسبب الجلطة.
4. التنظيم وإعادة الاستقناء (بالإنجليزية: organization and recanalization) ينطوي على نُشُوْب (نموّ في اتجاه الداخل) خلايا العضلات الملساء، الأرومة الليفية، والبطانة الغشائية في الخثرة الغنية بالليفين. إذا بدئت عملية إعادة الاستقناء فإنها تُنشئ قنوات دقيقة في حجم الشعيرات تمر خلال الخثرة لضمان استمرارية تدفق وسريان الدم عبر كامل الخثرة، ولكن هذا لا يضمن إعادة مرور كمية دم كافية لاحتياجات الأنسجة الاسْتِقْلابية (أي الأيض) (بالإنجليزية: metabolic).

## وصلات خارجية
- Treatment and Symptoms of Blood Clots -- MDhealthnetwork.org, Medical Information Resource, 1999
- North American Thrombosis Forum - NATF is a nonprofit organization dedicated to promoting thrombosis research, prevention and education, public policy, and advocacy outreach.
- Muscle Relaxing Drugs Can Reduce Lethal Blood Clots
- Air Pollution Triggers Blood Clots - US Study.
- The National Alliance for Thrombosis and Thrombophilia - has extensive stories from patients and family members on living with Thrombosis and Thrombophilia, assembled frequently asked questions and created publications addressing specific blood clot issues.